# Naissance en 1221
Naissance
- 1217
- 1218
- 1219
- 1220
- 1221
- 1222
- 1223
- 1224
- 1225

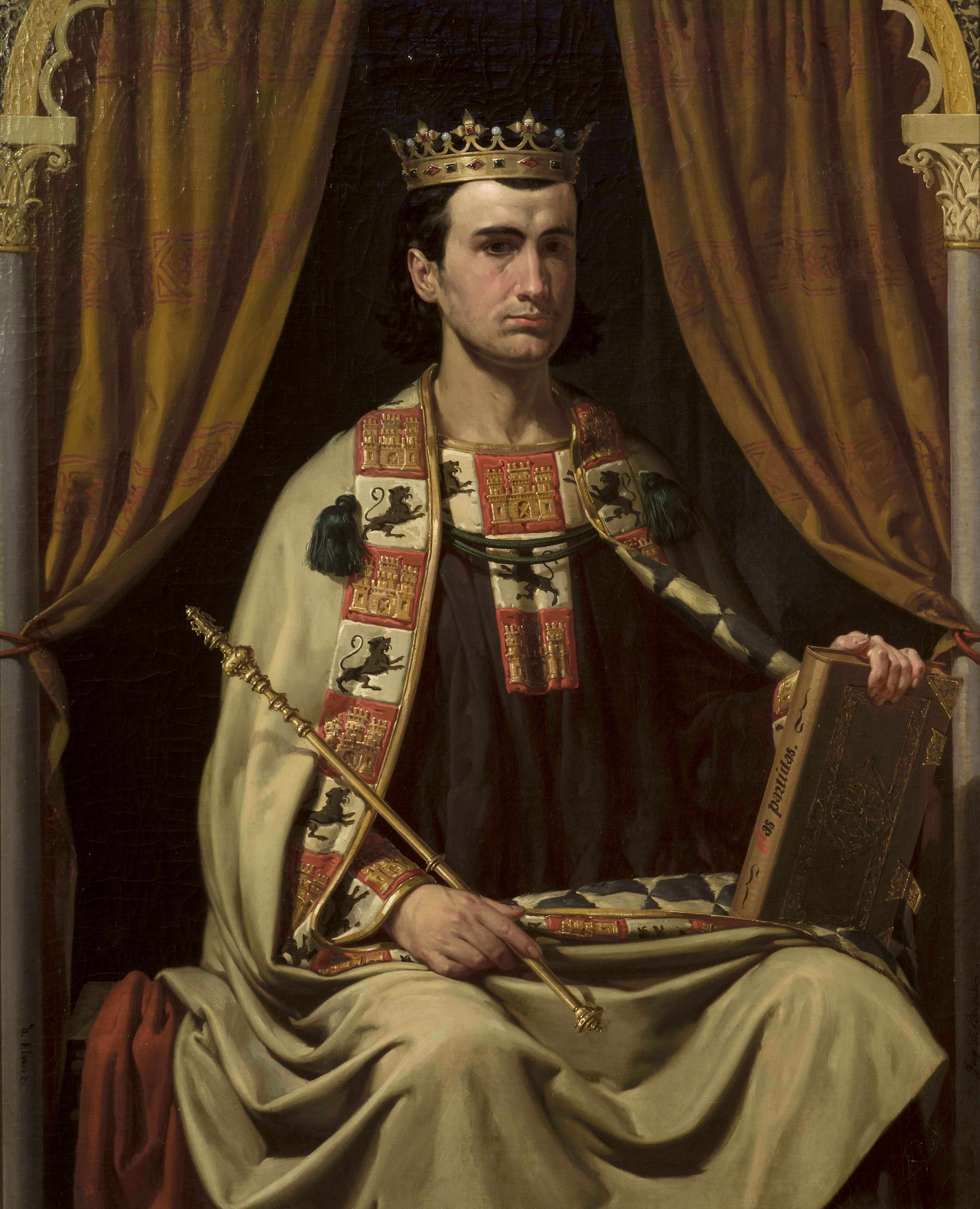
Alphonse X de Castille, né en 1221.

Cette page dresse une liste de personnalités nées au cours de l'année 1221 :
- 9 octobre : Salimbene de Adam, moine franciscain.
- 16 octobre : Ibn Chabbat, homme de lettres et de sciences tunisien.
- 23 novembre : Alphonse X de Castille, roi de Castille et León (1252-1284) et anti-roi de Germanie.
- décembre  : Théodore II Lascaris, empereur byzantin de Nicée.

- Barisone III de Torres, juge de Logudoro.
- Sinucello Della Rocca, également connu sous le nom de Giudice de Cinarca, militaire dans l'armée de la république de Pise, puis comte de Corse.
- Marguerite de Provence, reine de France.

date incertaine
- Thiébaut II de Bar, comte de Bar.

## Crédit d'auteurs
- Cet article est partiellement ou en totalité issu de l'article intitulé « 1221 » (voir la liste des auteurs).